# Panola Mountain
Panola Mountain is een berg van het type inselberg bij de plaats Stockbridge op de grens van Henry County en Rockdale County in de Amerikaanse staat Georgia. De berg omvat een oppervlakte van 40 hectare en bestaat uit graniet. De top van de berg heeft een hoogte van 290 meter boven zeeniveau en stijgt 79 meter uit boven de South River. Deze rivier markeert de grens tussen Henry County/Rockdale County met DeKalb County. Vanwege zijn delicate ecologische kenmerken werd Panola Mountain aangewezen als National Natural Landmark.

## Staatpark
Panola Mountain State Park werd opgericht om de berg, een kleinere en authentieke versie van Stone Mountain, te beschermen. De berg werd slechts minimaal ontwikkeld, de berg geeft beschutting aan de zeldzame planten van de regio Piedmont. In het park ligt er een waterscheiding en het park is deels ontoegankelijk.
In de buurt ligt Arabia Mountain.